# Rivière Nerepis
La rivière Nerepis est une rivière du Nouveau-Brunswick. Elle prend sa source dans la BFC Gagetown, au pied de la colline Summer, à plus de 80 mètres d'altitude et se déverse en rive droite du fleuve Saint-Jean à Grand Bay-Westfield. La première moitié de son cours est dans une région relativement sauvage. Les communautés le long de son cours sont, d'amont en aval, Welsford, Bayard, Blagdon, Nerepis, Sunset Valley, Sagwa, Lingley et Woodmans Point, les derniers étant des quartiers de Grand Bay-Westfield.